# Casa Belep
Casa Belep era una masia del poble de Gurp, a l'antic terme de Gurp de la Conca, pertanyent actualment al municipi de Tremp.
Estava situada al sud-oest de Gurp i al nord-oest de l'Acadèmia General Bàsica de Suboficials de Talarn. És també al sud-oest de les Bordes de Seix i de les restes de Casa Tura, tot i que aquestes bordes -desaparegudes- eren més a prop de Casa Belep -també desapareguda- que no pas el poble de Gurp. És en una carena bastant plana entre dos barrancs prou marcats en el territori: la llau del Caragol al sud-oest i la llau del Tapó al nord-est.